# Jarkovskij-effekten

Jarkovskij-effekten:
1. Strålning från asteroidens yta
2. Asteroid med prograd rotation
2.1 Position under "eftermiddagen"
3. Asteroidens omloppsbana
4. Strålning från solen

Jarkovskij-effekten är en kraft som verkar på en roterande kropp i rymden orsakad av anisotropisk utstrålning av termiska fotoner vilka bär rörelsemängd. Det har i praktiken enbart betydelse för meteorider och mindre asteroider, varför det vanligen enbart tas hänsyn till för dessa.
Effekten upptäcktes av den ryska civilingenjören Ivan Jarkovskij (1844–1902) som arbetade med vetenskapliga problem på sin fritid. Omkring år 1900 beskrev han i en pamflett hur daglig upphettning av ett roterande objekt i rymden skulle orsaka en kraft som trots att den var mycket liten skulle kunna leda till stora effekter på lång sikt för meteoriders och asteroiders omloppsbanor. Jarkovskijs osannolika upptäckt skulle antagligen gått förlorad om det inte vore för den estländska astronomen Ernst J. Öpik (1893–1985), som läst Jarkovskijs pamflett omkring år 1909. Flera årtionden senare diskuterade Öpik, som mindes Jarkovskijs text, den eventuella betydelsen av Jarkovskij-effekten för meteorider i solsystemet.

## Komponenteffekter
Jarkovskij-effekten är en konsekvens av tiden som krävs för ytan på en himlakropp att värmas upp eller kylas ner. Generellt sett finns det två komponenter av effekten.
- Daglig effekt: På en roterande kropp (till exempel en asteroid) upplyst av solen är ytan varmare på eftermiddagen och den tidiga natten, precis som på jorden, än senare på natten och morgonen. Resultatet är att mer värme strålas ut på skymningssidan än på gryningssidan, vilket leder till ett nettostrålningstryck i riktningen motsatt gryning. För objekt med direkt rörelse är detta i riktningen för deras omloppsbanor, vilket orsakar att de accelereras och därmed knuffas ut från solen. Objekt med retrograd rotation rör sig tvärtom inåt eftersom deras rörelse i banan decelereras. Detta är den dominerande komponenten för objekt större än ungefär 100 meter.

- Säsongseffekt: Detta är enklast att förstå för det ideala fallet av en icke-roterande kropp i en omloppsbana runt solen för vilken varje "år" består av exakt en "dag". När den rör sig runt solen kommer skymningshemisfären som har upphettats under en lång period vara i riktningen av omloppsbanans rörelse. Denna övervikt av termisk strålning i denna riktningen orsakar en bromsande kraft som alltid orsakar att kroppen rör sig inåt mot solen. I praktiken ökar den här effekten för roterande objekt om axellutningen är stor. Den dominerar bara om den dagliga effekten är liten nog. Detta kan ske på grund av mycket snabb rotation (inte nog med tid för att kylas av på nattsidan och därmed en nästan uniform longitudell temperaturdistribution), liten storlek (hela kroppen upphettas rakt igenom) eller med en axellutning nära 90°. Säsongseffekten är viktigast för små asteroider (från ett par meter upp till ungefär 100 meter) förutsatt att deras ytor inte är täckt av ett isolerande lager av regolit och att de inte har mycket långsamma rotationer. Över mycket långa perioder där axellutningen kan ändras upprepade gånger på grund av kollisioner tenderar också säsongseffekten dominera.

Diskussionerna ovan kan bli mer komplicerade för kroppar i starkt excentriska banor.

## Uppmätning på asteroiden Golevka
Effekten mättes första gången upp under 1991-2003 på asteroiden 6489 Golevka. Denna asteroid förflyttade sig 15 km från dess förutspådda position under de tolv åren undersökningen pågick (omloppsbanan fastslogs med stor noggrannhet av en serie radarobservationer 1991, 1995 och 1999.
Generellt sett är effekten storleksberoende och påverkar i högre grad omloppsbanor för mindre asteroider, medan större asteroider knappt berörs. För objekt av kilometer-storlek är Jakovskij-effekten försumbar under kortare perioder; 6489 Golevka beräknas ha påverkats av en kraft på ungefär 0,25 Newton vilket gav en nettoacceleration på 10−10 m/s². Men accelerationen är stadig och sett över många miljoner år kan en asteroids bana störas nog för att transportera den bort från asteroidbältet och mot det inre solsystemet.

## Svårigheter
För en specifik asteroid är det mycket svårt att förutspå den exakta påverkan Jarkovskij-effekten kommer att ha på omloppsbanan. Detta beror på att magnituden är beroende av många variabler som är svåra att avgöra från den begränsade observationella information som är tillgänglig. Dessa inkluderar den exakta formen på asteroiden, dess orientering och dess albedo, tillsammans med variationer över ytan och med våglängd. Jarkovskij-effekten tävlar också med strålningstrycket vars nettoeffekt kan orsaka liknande krafter över långa perioder för kroppar med albedovariationer och/eller icke sfäriska former.
Som ett exempel kan det även för det enkla fallet med enbart säsongsberoende effekt på en sfärisk form i en cirkulär bana med 90° oblikvitet skilja i ändringar av omloppsbanan med en faktor av två mellan fallet för en uniformt albedo och för fallet med en stark asymmetri mellan norra och södra halvklotet. Beroende på omloppsbanan och axellutningen kan ändringar av omloppsbanan av Jarkovskij-effekten vara motsatta bara beroende på om formen är sfärisk eller icke-sfärisk.
Trots dessa svårigheter används Jarkovskij-effekten som ett scenario vilket kan ändra kursen för asteroider som kan kollidera med jorden, så kallade jordnära objekt. Möjliga lösningar för att avvärja en kollision inkluderar att "måla" ytan på asteroiden eller fokusera strålning på asteroiden för att ändra intensiteten på Jarkovskij-effekten och därmed i ett längre tidsperspektiv styra asteroiden bort från jorden.